# Gilberto Crepax
Gilberto Crepax (erroneamente citato anche come Crepas; Dolo, 3 luglio 1890 – Milano, 8 dicembre 1970) è stato un violoncellista italiano.
Il suo repertorio spaziò da autori classici fino a Beethoven, Schubert e ai maggiori esponenti del periodo romantico; non trascurò i compositori contemporanei italiani, «ma evitò i prodotti delle avanguardie europee. Il suo stile si rifece nettamente a quello di Pablo Casals, e cercò di ottenere un suono pulito e brillante, sostenuto da un severo e profondo rigore esecutivo».
Fu padre del fumettista Guido Crepax.

## Biografia
Il padre Pietro era clarinettista nella banda del paese, mentre la madre, Teresa Regazzo, di umili origini, era casalinga.
Fu il padre stesso che lo avviò ancora giovanissimo allo studio della musica, iscrivendolo al Conservatorio Benedetto Marcello di Venezia, dove nel 1909 si diplomò in violoncello e dove, tra i suoi docenti, ebbe il violoncellista Prospero Montecchi.
Nel 1910 partecipò a un concorso per un posto di docente di violoncello presso il Conservatorio di Parma ed evidentemente impressionò favorevolmente la commissione d’esame che si rese conto subito delle qualità del candidato, tanto che nel 1920 ottenne il posto, passando quattro anni dopo al Conservatorio di Milano.

Gilberto Crepax

Durante il corso della prima guerra mondiale, alla quale si era arruolato come volontario, conobbe Arturo Toscanini, che organizzava allora concerti per le truppe, e Gabriele D'Annunzio, entrambi personalità di primissimo piano nel panorama della musica e dell'arte. Con D'Annunzio ci furono rapporti sporadici, praticamente solo quando il fratello tempo dopo cominciò a tenere concerti come componente del quartetto del Vittoriale, mentre ben presto Toscanini si accorse del talento innato e delle potenzialità del giovane violoncellista. Crepax ebbe in seguito a rimpiangere il periodo trascorso in guerra, perché quello era forse il momento più delicato della sua vita. Era infatti in quegli anni che avrebbe dovuto cogliere l'opportunità di recarsi all'estero e seguire corsi di specializzazione e perfezionamento che gli avrebbero consentito di arricchire ed ampliare il proprio orizzonte artistico. Negli anni a venire probabilmente questa carenza non mancò di farsi sentire e si riverberò in modo negativo in tutto il resto della propria vita professionale e di fatto gli impedì di raggiungere il prestigio a livello internazionale che avrebbe meritato e che avrebbe potuto essere alla sua portata. 

Successivamente conobbe anche Alfredo Casella e Gian Francesco Malipiero, con i quali instaurò una solida amicizia, e già all'epoca del concorso si era valso della collaborazione e dell'aiuto di Ermanno Wolf Ferrari, grazie al quale cominciò gradualmente a farsi strada nel difficile e ostico mondo degli artisti italiani.
La svolta vera avvenne però grazie al maestro Toscanini che nel 1921 lo chiamò per far parte del complesso orchestrale che avrebbe portato la Scala nella famosa tournée negli Stati Uniti; questo importante riconoscimento implicito delle sue capacità determinarono di fatto la sua vicenda artistica, anche se, alla richiesta del maestro di restare negli Stati Uniti, egli non accettò, causando l'ira di Toscanini che non era certo avvezzo a contestazioni o rifiuti. Evidentemente però la stima del maestro per Crepax non ne soffrì, anzi, tanto è vero che Toscanini lo volle come violoncellista dell'orchestra scaligera che avrebbe avuto lo storico compito di inaugurare nel dopoguerra il risorto Teatro alla Scala, distrutto dai bombardamenti.

Terminata la parentesi americana Crepax iniziò la sua attività concertistica in Italia, alla quale affiancò sempre l'insegnamento, partecipando a numerose formazioni di successo. Ricordiamo il trio Vidusso-Abbado-Crepax, Calace-Gilberto e Attilio Crepax, con il quale riportò un notevole successo alla Società del quartetto di Milano, suonando brani di Grieg e Schumann, e Casella-M.Corti-Crepax che contribuì a creare. Partecipò inoltre al quartetto Ferro, con il quale compì tournée all'estero spingendosi fino a Budapest e Berlino ed il Quartetto Strub, con il quale partecipò ad alcune esecuzioni a Milano. Nei quartetti a volte fungeva da concertista aggiunto per l'esecuzione di quintetti. È di questi anni l'incisione da solista di alcune matrici per la Columbia, purtroppo ora irreperibili.

Ebbe anche occasione di suonare al teatro La Fenice di Venezia, dove si era trasferito durante la seconda guerra mondiale. Tornato a Milano ebbe l'amara sorpresa di trovare la propria casa completamente distrutta dai bombardamenti e, con essa, irrimediabilmente perso un immenso archivio di ricordi e recensioni.
Al termine della guerra iniziò, presso il Conservatorio di Milano, la propria attività di insegnante in modo regolare, attività che peraltro non aveva mai trascurato. Tra i suoi allievi vanno ricordati M. Amfiteatrov, A. Ianigro e C. Gusella, che gli subentrò poi alla Scala come violoncellista.
Entrò inoltre a far parte dell'orchestra della Scala, dove suonò fino al termine della propria attività. Concluse la carriera a Milano con l'incisione di due dischi col Quartetto della Scala.

## Incisioni
- 1953 – Enrico Minetti (1° Violino), Giuseppe Gambetti (2° Violino), Tommaso Valdinoci, (Viola), Gilberto Crepax, (Violoncello), Respighi: Quartetto Dorico, Pick Mangiagalli: Tre fughe per quartetto, G.F. Malipiero: Quartetto n. 7, LP (x1), Urania URLP 7075, Italia
- 1953 – Enrico Minetti (1° Violino), Giuseppe Gambetti (2° Violino), Tommaso Valdinoci, (Viola), Gilberto Crepax, (Violoncello), Gaetano Donizetti: Quartetto n. 9 in re, A.Bazzini: Quartetto n. 3 op. 76, LP (x1), Telefunken LE 6569, Germania